# Hydractinia sarsii
Hydractinia sarsii is een hydroïdpoliep uit de familie Hydractiniidae. De poliep komt uit het geslacht Hydractinia. Hydractinia sarsii werd in 1850 voor het eerst wetenschappelijk beschreven door Steenstrup. 